# Bachschmidhaus
Das Bachschmidhaus ist ein Geschäfts- und Wohngebäude mit der Anschrift Residenzplatz 1, Klostersteige 17 bzw. Königstraße 28 in Kempten (Allgäu). Bis zum Wirtschaftswunder war das Kaufhaus in direkter Nachbarschaft des Weidlehauses mit seinen Fachgeschäften ein Symbol für Qualität und Exklusivität in der Stadt samt Region.

## Geschichte

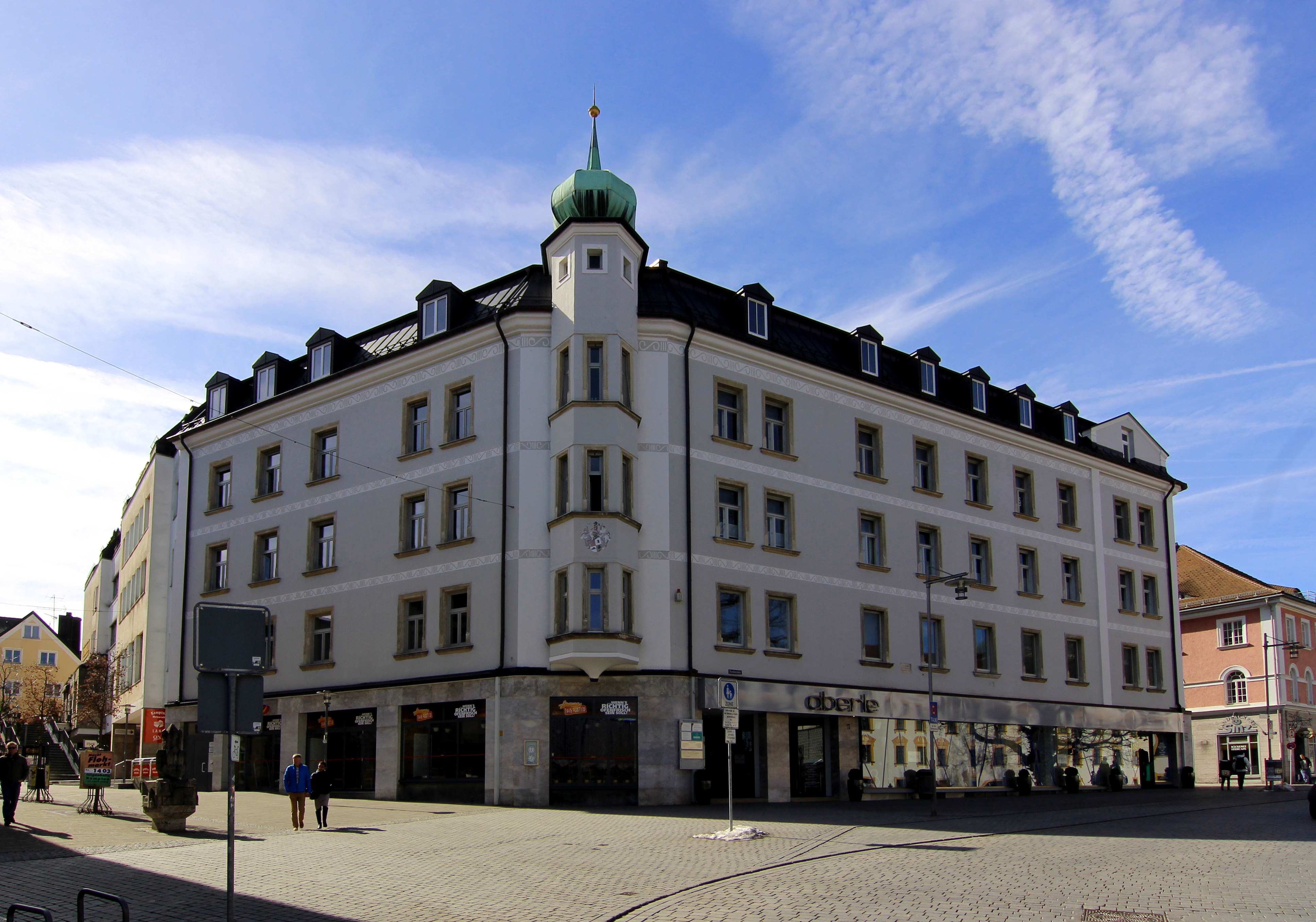
Das Bachschmidhaus am Residenzplatz

### Münchner Einflüsse
1898 kaufte der Münchner Michael Hurler zwei Anwesen mit den Anschriften Klostersteige 17 (Walch'sches Anwesen) und Residenzplatz 1. Das Gebäude an der Klostersteige gehörte einem Kolonialwarenhändler, am Residenzplatz befanden sich die kleinen, einfach gebauten Verkaufsläden der Kurzen Stände.
Die Abbrucharbeiten fanden ab dem 11. März 1898 nach einer Übereinkunft über Pläne, Bauleitung und -ausführung mit dem Kemptener Architekten und Bildhauer Robert Riester unter Erhaltung eines heute unter Denkmalschutz stehenden Teils der mittelalterlichen Stadtbefestigung (wohl Teile der Stadtmauer sowie der davor gelegenen Zwingermauer) statt. Die Ladengeschäfte sollten bis zum 1. November gleichen Jahres, die Wohnungen bis zum 1. August des darauf folgenden Jahres beziehbar sein. Als Baukosten wurden 150.000 Mark veranschlagt, hierbei durften die Bauarbeiten aber nur „in besten Materialen I. Qualität und in gediegenster Weise nach allen Regeln der Kunst und des Handwerks“ ausgeführt werden.
Am 29. März übergab der Architekt Riester seine Pläne für den Neubau gegenüber der Fürstäbtlichen Residenz an die städtische Bauverwaltung. Er erklärte den Verwaltern zum Plan, dass die Skizze des Gebäudes einen würdigen Abschluss des oberen Residenzplatzes darstelle und das Gebäude mit dem barocken Ensemble der Residenz, der ehemaligen Stiftskirche St. Lorenz und des Kornhauses eine würdige Repräsentanz darbilde.
Das Gebäude hatte drei Flügel und eine Fassade im späten Stil der Neorenaissance als Gegenstück zur Residenz. Den Kontrast verstärkten unter anderem der 4/8-eckige Erker mit Doppelzwiebelhaube sowie die Dreieck- und Segmentgiebel. Nachdem das Stadtbauamt die Wandlänge von über 18 Metern zwischen Klostersteige und Königstraße kritisiert hatte, nahm der Bauherr Abstand von seinen Plänen und bot das Grundstück zum Verkauf an.

### Wiederaufleben der Baupläne
Interesse zeigte der Kemptener Uhrmachermeister Johann Georg Bachschmid (1851–1931), der schon lange den Gedanken hatte, sein Geschäft mit einer Wohnung zusammenzulegen. Hierfür eignete sich das Grundstück am Residenzplatz, was auch Bachschmid erkannte. Bachschmid konnte hierbei auch auf den Architekten Riester und seine alten Pläne und Kalkulationen zurückgreifen. Ein Festpreis wurde nicht mehr verhandelt, im Vertrag wurden lediglich Einheitspreise für bestimmte Materialien und Arbeiten ausgezeichnet. Bachschmid wollte die Investition – zusätzlich zum Eigenkapital musste er ein Darlehen aufnehmen – durch Mieterträge bezahlt machen: Er plante sechs bis acht Läden im Erdgeschoss, 12 Wohnungen und zwei Zimmer über die vier Stockwerke verteilt.
In späteren Jahren erfolgte vornehmlich aus baustatischen Gründen unter anderem ein Rückbau der markanten Giebel und der Doppelzwiebelhaube. Sein heutiges Erscheinungsbild erhielt das Gebäude um das Jahr 1960 im Rahmen einer großangelegten Umgestaltung unter anderem der Hausfassade. Eine größere Renovierung erfolgte im Jahr 2003. In den Jahren 2015 bis 2019 wurde das gesamte Anwesen einer vollständigen Instandsetzung unterzogen.

### Mieter und Geschäfte
Ein geplantes Restaurant wurde zunächst aus dem Parterre aus baulichen Gründen in das erste Stockwerk verlegt. Bachschmid entschied sich aus finanziellen Gründen, die Räume einem Geschäftsmann namens Ferdinand Zintl zu vermieten, der einen Vertrag zum 1. August 1899 bekam und damit der erste Mieter war. Am 22. Oktober eröffnete der Inhaber Zintl das Kaufhaus Fillisch am Residenzplatz. Es gehörte seitdem zu den größten Modekaufhäusern in Kempten. Das Kaufhaus warb auf Postkarten im Jugendstil mit den Worten „Grösstes Kaufhaus im Allgäu“.
Vermutlich in den Jahren 1899 bis 1901 absolvierte die spätere Ordensschwester der Franziskanerinnen, Maria Fidelis Weiß (geb. Eleonore Weiß), der im Rahmen eines im Jahr 1936 eingeleiteten Seligsprechungsprozesses durch Papst Benedikt XVI. am 1. Juni 2007 der heroische Tugendgrad zuerkannt wurde, eine Ausbildung als Verkäuferin im Kaufhaus Fillisch.
Das Kaufhaus entwickelte sich wirtschaftlich sehr gut. 1906, mit 43 Jahren, zog der Inhaber als Privatier mit seiner Familie nach München und führte von dort aus die Geschäfte weiter. Ein von Ferdinand Zintl für seine Töchter erworbenes und dem Kaufhaus nachempfundenes Puppenhaus kann im Bayerischen Staatsmuseum (München) besichtigt werden.
Am 24. März 1930 wurde das Geschäft an den Kaufmann Jakob Mannheimer veräußert, der es Anfang des Jahres 1938 aufgrund der ab 1933 einsetzenden Repressalien gegen jüdische Geschäftsinhaber durch die Nationalsozialisten aufgeben musste und am 15. März 1939 mit seiner Ehefrau nach New York emigrierte. Am 1. März 1938 eröffneten die Gebrüder Oberpaur in den Geschäftsräumen ein Modehaus für Herrenkonfektion, das bis Januar 2016 unter anderem Namen und anderer Inhaberschaft fortgeführt wurde.
Im Bachschmidhaus gab es ab 1899 auch zwei Schuhgeschäfte, beide betrieben von der Familie Kohn und als „beim Jud Kohn“ („beim Juden Kohn“) bezeichnet. Die Familie war in Kempten als Wohltäter bekannt. Am 1. April 1933 zog die Sturmabteilung (SA) vor das Ladengeschäft und machte Stimmung gegen die Familie. Nach der Reichspogromnacht mussten die Kohns den Geschäftsbetrieb unterhalb des Marktpreises an die Konkurrenz abtreten. Fast sämtliche Familienmitglieder wurden in Konzentrations- und Vernichtungslager deportiert und umgebracht, lediglich Bruno Kohn überlebte die Inhaftierung im Konzentrationslager Theresienstadt und nahm die Geschäfte in den angestammten Räumen nach dem Krieg wieder auf. Er führte das Schuhgeschäft bis Anfang der 1970er-Jahre. Stolpersteine erinnern an die deportierten Kaufleute.
Im Jahr 2004 gab Foto Bachschmid das Geschäft auf. Grund für die Schließung war ein Umsatzrückgang durch den zunehmenden Internethandel unter anderem mit Digitalkameras. Weitere Niederlassungen des 1845 gegründeten Geschäfts befanden sich in Memmingen und Augsburg.
Gegenwärtig sind im Bachschmidhaus neben Wohnungsmietern wieder Ärzte, Rechtsanwälte, Finanz- und sonstige Dienstleister, Einzelhandel, Gastronomie, Vertriebs- und Verwaltungsbüros sowie eine Krankenkasse angesiedelt.